# 카타르 세컨드 디비전
카타르 세컨드 디비전 ( 아랍어: دوري الدرجة الثانية القطري ), QSD 또는 '''세컨드 디비전'''은 스폰서십으로 인해 Qatargas League 로도 알려져 있으며 카타르 축구 리그 대회의 2부 리그이다. 8개의 팀이 경쟁하며 QSL( 카타르 스타스 리그 )와의 승격제와 강등 제로 운영된다. QSD 시즌은 9월부터 4월까지로 진행된다.
리그의 첫 번째 시즌은 알가라파 SC 가 우승한 1979년에 치러졌다. 리그에서 현재 가장 많은 QSD 우승을 차지한 클럽은 6개의 QSD 타이틀을 획득한 알 마르키야 스포츠 클럽이다. 카타르 리그는 2022-23시즌부터 이 리그 1위 구단과 1부 리그 10위 구단이 다음 시즌 1부 리그에 참가할 구단을 결정하는 강등전을 치를 예정이다. 현재까지 카타르 리그에서 2부 리그에서의 강등은 진행되지 않는다.